# 安蒂·皮尔斯特伦
安蒂·皮尔斯特伦（瑞典語：Antti Pihlström，1984年10月22日—），芬兰男子冰球运动员，场上位置是前锋。他曾代表芬兰国家队参加2014年冬季奥林匹克运动会冰球比赛，获得一枚铜牌。